# Wiktorian Pius
Wiktorian Pius FSC, Claudio Bernabé Cano (ur. 7 lipca 1905 w San Millán de Lara w prowincji Burgos, zm. 9 października 1934 w Turón; Asturia) – święty Kościoła katolickiego, hiszpański zakonnik, ofiara prześladowań religijnych poprzedzających wybuch hiszpańskiej wojny domowej.
Uczęszczał do szkoły lasalianów w Bujedo. Wstąpił do zakonu Braci Szkolnych i przyjął imiona zakonne Wiktorian Pius. W wieku 18 lat złożył śluby zakonne, a w siedem lat później 22 sierpnia 1930 roku śluby wieczyste. Podjął pracę jako nauczyciel prowadząc jednocześnie chóry szkolne. Do kolegium Zgromadzenia Braci Szkół Chrześcijańskich pod wezwaniem Matki Bożej z Covadonga w Turónie skierowany został we wrześniu 1934 roku.
5 października 1934 roku razem z grupą ośmiu towarzyszy został uwięziony. Przetrzymywani w „domu ludowym” zostali wkrótce rozstrzelani na podstawie wyroku wydanego przez komitet rewolucyjny.
Wiktorian Pius beatyfikowany został przez papieża Jana Pawła II 29 kwietnia 1990 r., a kanonizacja odbyła się 21 listopada 1999 r. w  bazylice św. Piotra na Watykanie.
Dniem, w którym wspominany jest w Kościele katolickim jest dzienna rocznica śmierci, 9 października.